# Zhushan (socken i Kina, Shandong, lat 36,01, long 120,09)
Zhushan (kinesiska: 珠山街道, 珠山) är en socken i Kina. Den ligger i provinsen Shandong, i den östra delen av landet, omkring 290 kilometer öster om provinshuvudstaden Jinan. Antalet invånare är 85 981. Befolkningen består av 42 553 kvinnor och 43 428 män. Barn under 15 år utgör 17,0 %, vuxna 15-64 år 76 %, och äldre över 65 år 6,0 %. Zhushan ligger vid sjön Xiaozhushan Shuiku.
Genomsnittlig årsnederbörd är 918 millimeter. Den regnigaste månaden är juli, med i genomsnitt 259 mm nederbörd, och den torraste är januari, med 11 mm nederbörd.